# Мебарцо

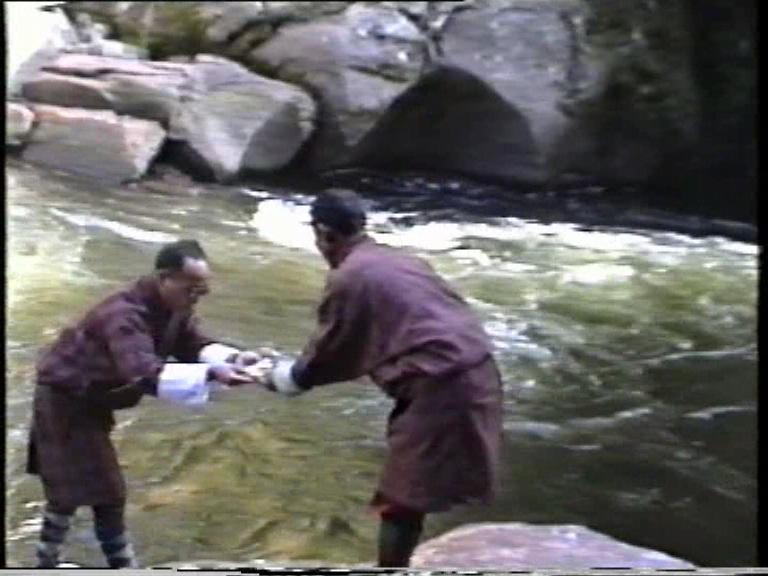
Запуск кораблика со свечкой на озере Мебарцо

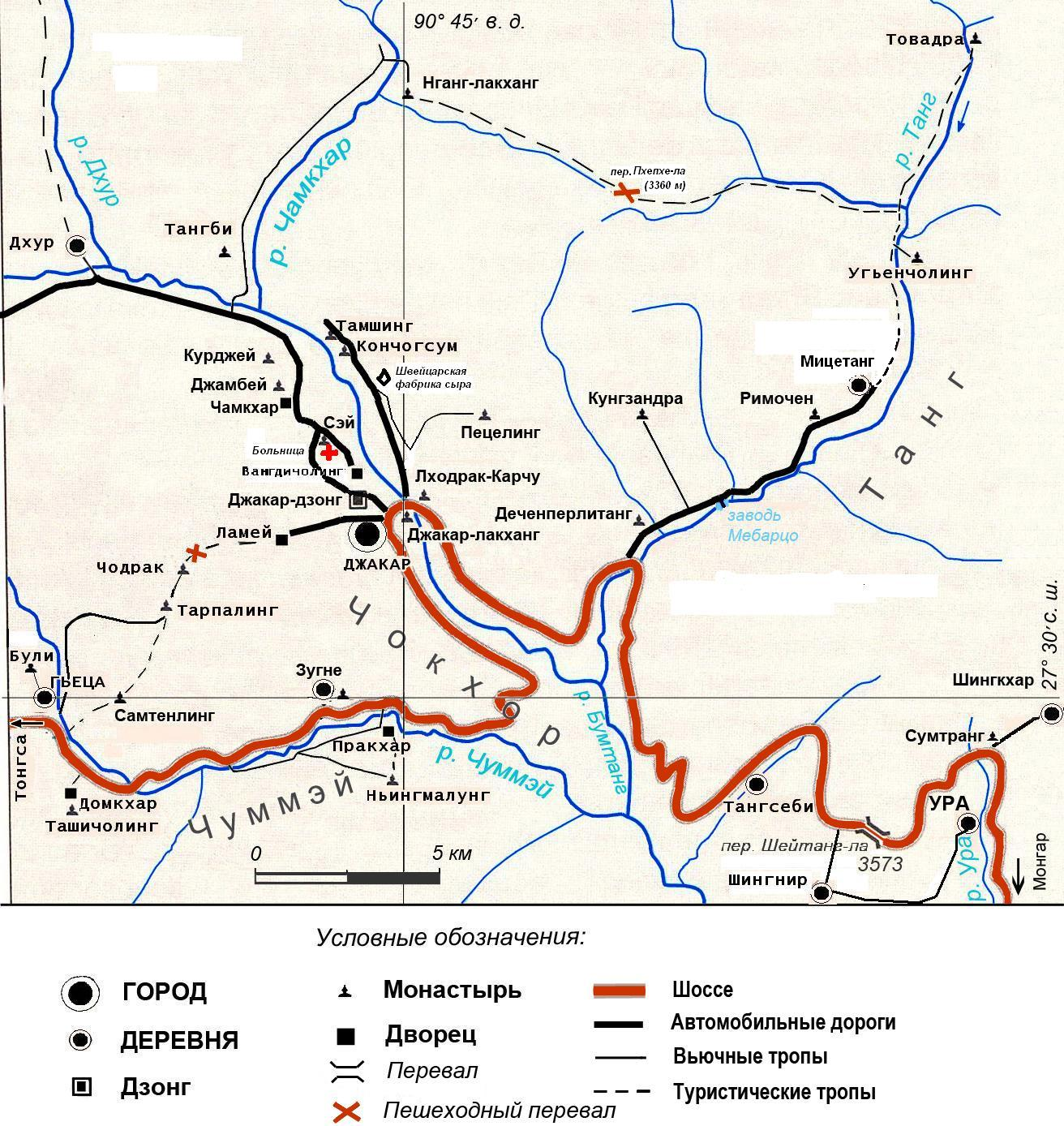
Карта центральной части Бумтанга

Мебар-Цо (Mebartsho, рус. «бурлящее озеро») — глубокая заводь на реке Танг в районе Танг области Бумтанг в Бутане. Место почитается как святое, и к нему сходятся многочисленные паломники.
Находится на небольшом расстоянии от шоссе из Джакара в Монгар по дороге вдоль реки Танг. Вокруг озера — несколько пещер для ритуалов, малых ступ и множество молитвенных флагов, обозначающих святое место.
Со дна этой заводи тертон Пема Лингпа в 1475 году поднял драгоценную реликвию (терма). Когда он в лесу собирал грибы, то встретил незнакомца, который протянул ему свиток и исчез. Текст гласил, что у скалы Наринг он должен найти священный текст. С пятью друзьями он подошёл к скале, вошёл в состояние медитации, неожиданно нырнул в реку и поднял найденный текст.
Осенью он снова вернулся к той же заводи с большим количеством людей, неся с собой лампу. Он произнёс «Если я — демон, я должен умереть. А если я — духовный сын Гуру Ринпоче я достану со дна реликвию, а лампа не погаснет.» Он нырнул в заводь, и вскоре вернулся, неся в руках статую Будды и чашу с необычным эликсиром, при этом лампа не погасла.
Драгоценная статуя хранится в монастыре Тамшинг-лакханг и демонстрируется народу во время цечу.
Паломники к «озеру» Мебарцо обычно пускают кораблики с зажжённой лучиной в заводь, по тому, как будет вести себя кораблик на воде, можно судить об исполнении желаний.